# Championnat du Belize de football 2007-2008
Navigation
Saison précédente Saison suivante
La Belize Premier Football League 2007-2008 est la dix-neuvième édition de la première division bélizienne.
Lors de ce tournoi, le FC Belize a tenté de conserver son titre de champion du Belize face aux huit meilleurs clubs beliziens.
Chacun des neuf clubs participant était confronté deux fois aux huit autres équipes. Puis les quatre meilleurs se sont affrontés lors d'une phase finale à la fin de la saison.
Seulement une place était qualificative pour la Ligue des champions de la CONCACAF.

## Les 9 clubs participants
| \| FC Belize Defence Force Santel's Georgetown Ibayani Hankook Verdes Suga Boys Juventus Revol. Conquerors Wagiya Defence Force Santel's San Pedro Dolphins Revol. Conquerors Wagiya \| Localisation des clubs engagés dans le championnat. |
| FC Belize Defence Force Santel's Georgetown Ibayani Hankook Verdes Suga Boys Juventus Revol. Conquerors Wagiya Defence Force Santel's San Pedro Dolphins Revol. Conquerors Wagiya                                                           |

| Club                          | Stade                         | Capacité          | Ville                   |
| FC Belize                     | Stade MCC Grounds             | 3 500             | Belize City             |
| Defence Force                 | Stade Norman Broaster         | 2 000             | San Ignacio             |
| Georgetown Ibayani (en)       | Stade Michael Ashcroft        | 2 000             | Independence            |
| Hankook Verdes                | Stade Pedro Mena Guerra       | Capacité inconnue | Benque Viejo del Carmen |
| Suga Boys Juventus            | Stade du peuple d'Orange Walk | 4 500             | Orange Walk Town        |
| Revolutionary Conquerors (en) | Stade Carl Ramos              | 3 500             | Dangriga                |
| Santel's (en)                 | Stade Norman Broaster         | 2 000             | San Ignacio             |
| San Pedro Dolphins (en)       | Stade Ambergris               | 3 500             | San Pedro Town          |
| Wagiya (en)                   | Stade Carl Ramos              | 3 500             | Dangriga                |

## Compétition
Cette compétition se déroule de la façon suivante, en trois phases :
- La phase régulière : les seize journées de championnat.
- La phase finale : les six journées de championnat supplémentaire entre les quatre meilleures équipes.
- La finale : une confrontation aller-retour.

### Phase régulière
Lors de la phase régulière les neuf équipes affrontent à deux reprises les huit autres équipes selon un calendrier tiré aléatoirement.
Les quatre meilleures équipes sont directement qualifiées pour la phase finale.
Le classement est établi sur le barème de points classique (victoire à 3 points, match nul à 1, défaite à 0).
Le départage final se fait selon les critères suivants :
- Le nombre de points.
- La différence de buts générale.
- Le nombre de buts marqué.

#### Classement
| Rang | Équipe                        | Pts | J  | G | N | P  | Bp | Bc | Diff |
| ---- | ----------------------------- | --- | -- | - | - | -- | -- | -- | ---- |
| 1    | Hankook Verdes                | 27  | 16 | 7 | 6 | 3  | 26 | 17 | +9   |
| 2    | FC Belize (T)                 | 27  | 16 | 8 | 3 | 5  | 29 | 22 | +7   |
| 3    | Wagiya (en)                   | 26  | 16 | 7 | 5 | 4  | 29 | 24 | +5   |
| 4    | Defence Force (P)             | 26  | 16 | 6 | 8 | 2  | 18 | 14 | +4   |
| 5    | San Pedro Dolphins (en) (P)   | 24  | 16 | 6 | 6 | 4  | 20 | 18 | +2   |
| 6    | Georgetown Ibayani (en) (P)   | 19  | 16 | 5 | 4 | 7  | 28 | 32 | -4   |
| 7    | Suga Boys Juventus            | 17  | 16 | 5 | 2 | 9  | 31 | 32 | -1   |
| 8    | Revolutionary Conquerors (en) | 15  | 16 | 3 | 6 | 7  | 25 | 32 | -7   |
| 9    | Santel's (en)                 | 14  | 16 | 4 | 2 | 10 | 16 | 31 | -15  |

| Légende : Qualifications et relégations | Légende : Qualifications et relégations                                               |
| --------------------------------------- | ------------------------------------------------------------------------------------- |
|                                         | Qualifié pour la phase finale                                                         |
|                                         | (T) : Tenant du titre (P) : Promu à la suite des désistements de la saison précédente |

### La phase finale
Lors de la phase finale les quatre équipes qualifiées affrontent à deux reprises les trois autres équipes selon un calendrier tiré aléatoirement.
Les deux meilleures équipes sont qualifiées pour la finale.
Le classement est établi sur le barème de points classique (victoire à 3 points, match nul à 1, défaite à 0).
Le départage final se fait selon les critères suivants :
- Le nombre de points.
- La différence de buts générale.
- Le nombre de buts marqué.

#### Classement
| Rang | Équipe            | Pts | J | G | N | P | Bp | Bc | Diff |
| ---- | ----------------- | --- | - | - | - | - | -- | -- | ---- |
| 1    | Hankook Verdes    | 13  | 6 | 4 | 1 | 1 | 8  | 5  | +3   |
| 2    | Defence Force (P) | 11  | 6 | 3 | 2 | 1 | 8  | 5  | +3   |
| 3    | FC Belize (T)     | 10  | 6 | 3 | 1 | 2 | 8  | 5  | +3   |
| 4    | Wagiya (en)       | 0   | 6 | 0 | 0 | 6 | 4  | 13 | -9   |

| Légende : Qualifications et relégations | Légende : Qualifications et relégations                                               |
| --------------------------------------- | ------------------------------------------------------------------------------------- |
|                                         | Qualifié pour la finale                                                               |
|                                         | (T) : Tenant du titre (P) : Promu à la suite des désistements de la saison précédente |

#### Finale
| Match aller  | Defence Force     | 1:1   | Hankook Verdes     | Stade MCC Grounds |  |
| 6 avril 2008 | Deon McCauley 61e | (0:1) | Daniel Jimenez 11e |                   |  |

| Match retour  | Hankook Verdes     | 1:0   | Defence Force | Stade Norman Broaster |  |
| 13 avril 2008 | Orlando Jimenez 9e | (1:0) |               |                       |  |

## Bilan du tournoi
| Tableau d'Honneur              |                |
| Compétition                    | Vainqueur      |
| Belize Premier Football League | Hankook Verdes |

| Qualifications continentales 2008-2009 |                |
| Ligue des champions                    | Qualifiés      |
| Tour Préliminaire                      | Hankook Verdes |

| Promotions et relégations |                                                         |
| Relégué                   | Revolutionary Conquerors (en) Santel's (en)             |
| Promu                     | Benque DC United (en) Ilagulei (en) Nizhee Corozal (en) |